# Féréol Bonnemaison
Pour les articles homonymes, voir Bonnemaison (homonymie).
Féréol Bonnemaison, ou Ferréol Bonnemaison, est un artiste peintre, collectionneur et marchand d'art, lithographe et militaire français, né à Toulouse le 8 février 1766, et mort à Paris le 22 août 1826 .
Il se fait appeler le chevalier Bonnemaison.

## Biographie
Féréol Bonnemaison est le quatrième enfant de Jean Bonnemaison, originaire de Saint-Jean-de-Verges, domestique chez le grand sénéchal de Toulouse et d'Albigeois, Henri-Auguste de Chalvet-Rochemonteix (1715-1772), et de Marie-Anne-Dorothée Pujol, mariés dans l'église de la Dalbade le 13 mai 1755.
Henri-Auguste de Chalvet-Rochemonteix, amateur d'art, grand collectionneur et membre de l'Académie royale de peinture, sculpture et architecture de Toulouse, transforme le château de Merville et l'hôtel d'Espie ; il convoque de nombreux artistes pour la décoration. À sa mort en 1772, son fils, André-Antoine (1735-1807), hérite du château de Merville mais doit vendre l'hôtel d'Espie. Il traverse la Révolution en conservant le château de Merville.
Jean Bonnemaison reste au service d'André-Antoine de Chalvet. C'est probablement grâce à son appui que Féréol Bonnemaison a pu entrer dans les écoles de l'Académie des beaux-arts de Toulouse. Il y est l'élève de Pierre Rivalz. Il expose son premier dessin au Salon de 1780. En 1782, il remporte le premier prix de dessin d'après la bosse. Il est alors élève de François Cammas et expose un portrait peint à l'huile. Il expose deux dessins en 1783.
Joseph Roques remplace Jacques Gamelin comme directeur de la Société des beaux-arts de Montpellier. Il choisit Féréol Bonnemaison comme adjoint en février 1784. La même année, il présente un dessin à la pierre noire rehaussée de blanc à l'exposition des beaux-arts de Montpellier. Un de ses élèves, François-Xavier Fabre y présente cinq tableaux. Il est congédié en 1785. Il quitte Montpellier en septembre 1785. Il se rend peut-être à Toulouse, mais on le retrouve à Paris à la veille de la Révolution.
Au moment de la Révolution, il part pour l'Angleterre où il produit des portraits, puis revient en France peu après : il expose au Salon de Paris en 1796 trois portraits de femme, genre dans lequel il se spécialise. Son adresse est au 16 rue du Mont-Blanc. Bonnemaison expose ensuite régulièrement au Salon en 1798, 1799 — où est montré Une jeune femme s’étant avancée dans la campagne, se trouve surprise par un orage —, 1800, 1806, 1812, 1814 — sept portraits —, 1817, 1824 — reçoit une médaille de seconde classe —, et 1827 (des portraits lithographiés, à titre posthume). Sa dernière adresse parisienne est le 59 rue Neuve-Saint-Augustin. Son portrait de Masséna est traduit en gravure pour l'album de la Collection complète des tableaux historiques de la Révolution française, lancé par souscription à Paris à partir de 1791 et complété en 1798. 
En dehors de cette carrière de peintre, Bonnemaison est nommé directeur des services de restauration du musée du Louvre en 1816. Il s'occupe entre autres des cinq panneaux sur bois attribués à Raphaël issus des collections royales espagnoles, et confisqués par Joseph Bonaparte en 1813. Il supervise le transfert des dites peintures sur de la toile. Selon le témoignage de Johann David Passavant, anecdote qu'il tiendrait du peintre Jacques-Louis David, ce dernier aurait surpris Bonnemaison à nettoyer les tableaux du maître italien avec de l'essence de térébenthine. En janvier 1814, il est sous-lieutenant dans la garde nationale chargée d'assurer l'ordre dans Paris assiégé. Il est nommé au titre de capitaine, chevalier de la Légion d'honneur le 7 décembre 1814.
À compter de 1815, Bonnemaison sert d'intermédiaire entre les héritiers de la fameuse collection du marquis Vincenzo Giustiniani et Frédéric-Guillaume III de Prusse, vendant à ce dernier 150 toiles. En 1817, Talleyrand le charge de vendre ses toiles de maîtres hollandais au marchand d'art britannique William Buchanan (1777-1864). Le duc de Wellington le commissionne pour qu'il acquière sur la place de Paris des toiles durant les années 1817-1818. Pour le duc, Bonnemaison traduit en gravures les toiles de Raphaël avant leur retour à Madrid en 1818. Il publie cette même année, Suite d'études calquées et dessinées d'après cinq tableaux de Raphael.
En 1822, il publie une série de lithographies à partir des collections de portraits de la duchesse de Berry.
Il meurt à Paris le 22 août 1826 et en avril 1827, sa collection est dispersée.

## Œuvre

### Peintures conservées

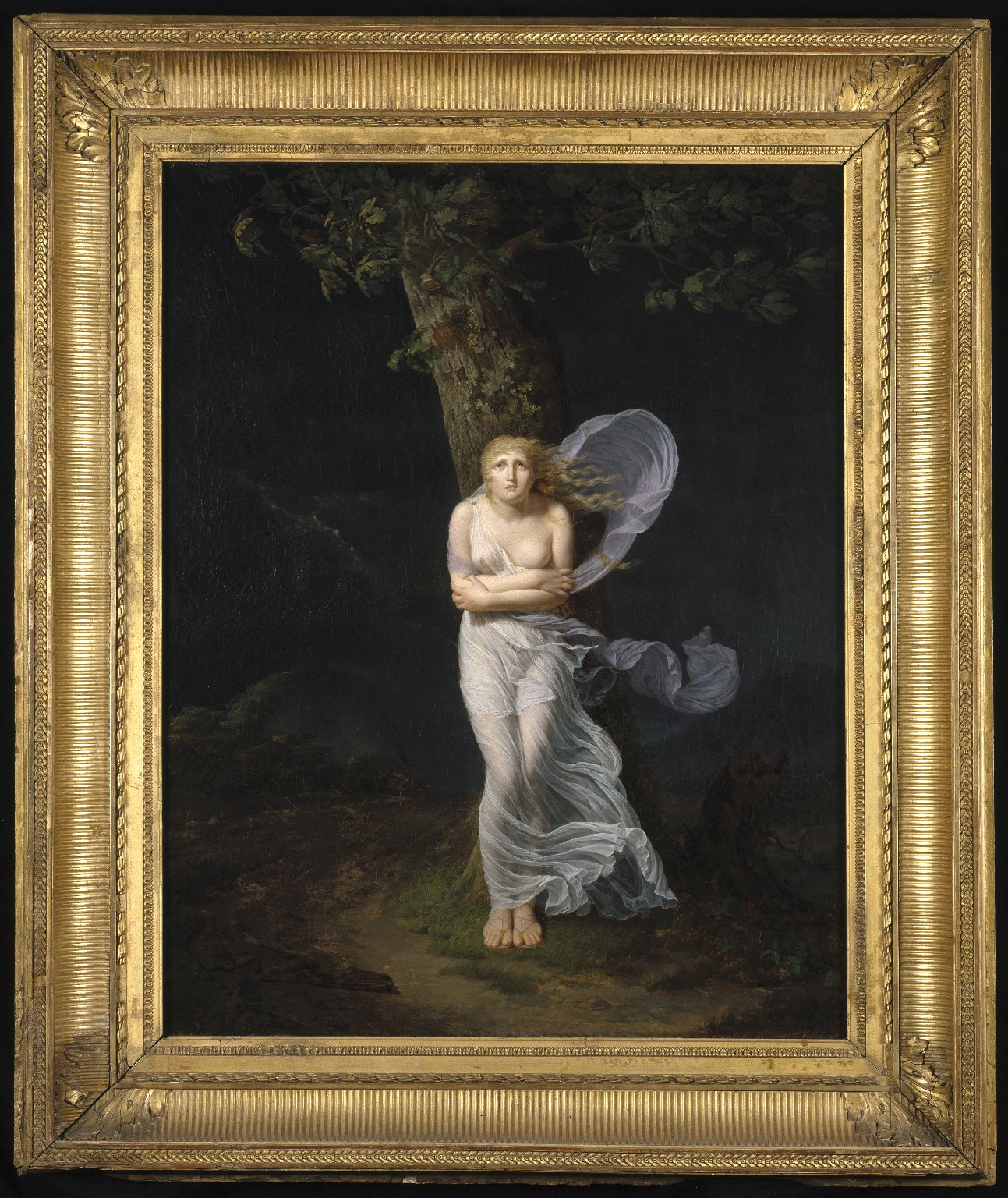
Une jeune femme s’étant avancée dans la campagne, se trouve surprise par un orage, 1799, Brooklyn Museum.

- Une jeune femme s’étant avancée dans la campagne, se trouve surprise par un orage, huile sur toile, 1799, Brooklyn, Brooklyn Museum.
- Monsieur Segond, huile sur toile, 1812, musée du Louvre[14].

### Peintures non localisées
- Portrait de Massena (avant 1802), deux traductions en gravure par G. Fiesinger[15] et Charles Levachez[16].

### Ouvrages
- [Direction],  Suite d'études calquées et dessinées d'après cinq tableaux de Raphaël, accompagnées de gravures de ces tableaux et de notices historiques et critiques composées par M. T.-B. Émeric-David, Paris, P. Didot l'aîné, 1818.
- [Direction], Galerie de son Altesse Royale Madame la duchesse de Berry. École française, Peintres modernes..., 2 tomes, Paris, J. Didot l'ainé, 1822 — sur Gallica.

## Collectionneur
Parmi les tableaux que Bonnemaison possédait :
- Nicolas Poussin, Paysage avec Orion aveugle cherchant le soleil ou Paysage avec Diane et Orion, 1658, New York, Metropolitan Museum of Art.
- Le Caravage, Amor Vincit Omnia, 1602-1603, Berlin, Gemäldegalerie.
- Jacques Stella, Le Jugement de Pâris, 1650, Hartford, Wadsworth Atheneum.
- Paul Delaroche, Jeanne d'Arc malade interrogée dans sa prison par le cardinal de Winchester, 1824, Rouen, musée des beaux-arts de Rouen.

## Distinction
- Chevalier de la Légion d'honneur, en 1814[17].